# ۳آی اینفراستراکچر
۳آی اینفراستراکچر (انگلیسی: 3i Infrastructure) شرکت سرمایه‌گذاری بریتانیایی است، که در سال ۲۰۰۷ تأسیس شد.